# Ратуша боро Бруклин
Ратуша боро Бруклин (англ. Brooklyn Borough Hall), изначально Бруклинская ратуша (англ. Brooklyn City Hall) — историческое и административное здание в Нижнем Бруклине, Нью-Йорке. Построенное в 1846—1851 годах, является старейшим общественным зданием в Бруклине.

## Строительство
В 1834 году Бруклин, численность населения которого на тот момент составляла около 25 тыс. человек, получил статус города, и перед властями встал вопрос о возведении городской ратуши. Участок, на котором предполагалось построить новое здание, согласились выделить землевладельцы Ремсены (Remsen) и Пьерпонты (Pierrepont) — их фамилии сохранились в названиях улиц жилого района Бруклин-Хайтс, недалеко от ратуши.
Контракт на возведение здания выиграл нью-йоркский архитектор Калвин Поллард (Calvin Pollard). В 1836 году была подготовлена документация и заложен фундамент, однако далее этого дело не пошло — финансовый кризис, в современной историографии известный как «паника 1837 года», оставил город без необходимых финансовых средств.
Работы возобновились в 1846 году, на этот раз под руководством другого архитектора — Гамалиэля Кинга (Gamaliel King). Кинг взял за основу проект Полларда, но существенно упростил и уменьшил его в размерах. Ещё до того, как строительство было закончено в 1851 году, в него в 1848 году въехала мэрия Бруклина.

## Архитектура
Ратуша представляет собой величественное прямоугольное сооружение в неогреческом стиле. Его главный фасад украшает широкая лестница, ведущая к портику из шести каннелированных ионических колонн, который в свою очередь увенчан треугольным фронтоном. Задний и боковые фасады также имеют портики и лестницы, но более скромные по размеру.
Здание четырёхэтажное — включает в себя два основных этажа с высокими потолками и окнами, а также цокольный этаж и мансарду. Боковые фасады украшены пилястрами в промежутке между окнами. Здание венчает декоративная чугунная башенка в стиле бозар, спроектированная в 1898 году Винсентом Гриффитом (Vincent Griffith) и фирмой Stoughton & Stoughton. В оригинальном дизайне также была предусмотрена башенка из дерева, однако она сгорела в результате пожара 1895 года. Всё здание снаружи и изнутри облицовано мрамором Такахо.
В 1980-е годы под руководством архитектурного бюро Conklin & Rossant была произведена масштабная реставрация ратуши. В рамках этого проекта французская фирма Les metalliers Champenois, специализирующаяся на работе по металлу, воссоздала оригинальную медную черепицу башенки, а также восстановила украшавшую её и утраченную при пожаре статую богини Юстиции, символизирующую правосудие.

## Административные функции
В только что построенном здании разместились мэрия, городской совет, полицейский суд и следственная тюрьма — такое совмещение было обычной практикой в первой половине XIX века. В 1998 году после того, как Бруклин вошёл в состав Нью-Йорка, здание приобрело своё современное название и стало выполнять функции администрации одного из районов города.

## Галерея
- Гравюра 1895 года.
- Фотография, ок. 1908 года.
- Башенка со статуей богини Юстиции, вид сзади.
- Северный фасад.
- Интерьер.